# Gen
Gen je umestljiva regija genomskega zaporedja in ustreza enoti dedovanja s pridruženimi regulatornimi regijami, prepisljivimi regijami in/ali drugimi regijami funkcionalnega zaporedja. Geni z medsebojno interakcijo vplivajo na telesni razvoj in vedenje. Sestojijo iz dolge verige DNK (pri nekaterih virusih RNK), ki vsebuje promotor za nadzor aktivnosti gena in kodirajoče zaporedje, ki določa rezultat gena. Kadar je gen aktiven, se kodirajoče zaporedje v procesu transkripcije (prevajanja) prepiše, pri čemer nastane kopija RNK v genu vsebovanih podatkov. Ta RNK lahko nato na podlagi genskega koda usmerja sintezo proteinov. Nekatere RNK pa se uporabijo neposredno, npr. kot deli ribosomov. Molekule, ki nastanejo z izražanjem genov, bodisi RNK ali proteini, so genski produkti.
Celotni komplement genov v organizmu ali celici imenujemo genom. Velikost genoma organizmov je ohlapno povezana z njihovo kompleksnostjo. Prokarionti, kot so bakterije in arheje, imajo v splošnem tako po številu baznih parov kot po številu genov manjše genome kot celo najpreprostejši enocelični evkarionti. Največji poznani genom pripada rastlini Paris japonica iz družine čmerikovk (Melanthiaceae) in vsebuje okrog 149 milijard baznih parov, kar je več kot 50-krat več od človeka. V človeškem genomu so se od zaključka projekta Človeški genom ocene števila genov večkrat zmanjšale. Po zadnjih ocenah ima človeški genom nekaj pod 3 milijarde baznih parov in okrog 20.000-25.000 genov..